# Carlos Cillóniz
Carlos Cillóniz (Ica, Provincia de Ica, Perú, 1 de julio de 1910 - Lima, Provincia de Lima, Perú, 24 de octubre de 1972) fue un ingeniero y futbolista peruano. Jugaba en la posición de delantero. Fue el noveno presidente del Club Universitario de Deportes. Sus padres fueron Carlos Cilloniz Eguren y María Julia Oberti.

## Trayectoria
Cillóniz defendió la camiseta crema desde 1929 hasta 1934 y fue artífice del primer campeonato obtenido por Universitario en 1929. Ese año, uno después de jugar su primer torneo de Primera División, el equipo que en ese entonces se llamaba Federación Universitaria de Fútbol logró el título nacional y Carlos Cillóniz logró ser el goleador de la competición con 8 anotaciones.
Después de retirarse del fútbol, siguió ligado al Club y fue presidente de Universitario entre 1950 y 1954. 
Falleció en un suceso policial a los 62 años el 24 de octubre de 1972 en el Hospital del Empleado del distrito limeño de Jesús María. Estuvo casado con Doña Ana de la Guerra Rosse.

## Selección nacional
Fue internacional con la selección de fútbol del Perú. Fue convocado por el entrenador Francisco Bru para participar en la Copa Mundial de Fútbol de 1930 disputada en Uruguay, siendo eliminados en la primera fase tras no conseguir victorias.

### Participaciones en Copas del Mundo
| Mundial                        | Sede    | Resultado    |
| ------------------------------ | ------- | ------------ |
| Copa Mundial de Fútbol de 1930 | Uruguay | Primera fase |

## Palmarés

### Campeonatos nacionales
| Título                       | Club                      | País | Año  |
| ---------------------------- | ------------------------- | ---- | ---- |
| Campeonato Peruano de Fútbol | Universitario de Deportes | Perú | 1929 |
| Campeonato Peruano de Fútbol | Universitario de Deportes | Perú | 1934 |

### Distinciones individuales
| Distinción                                 | Año  |
| ------------------------------------------ | ---- |
| Goleador del Campeonato Peruano de Fútbol. | 1929 |